# Kateryna Kalytková
Kateryna Oleksandrivna Kalytková (ukrajinsky: Катерина Олександрівна Калитко; 8. března 1982 Vinnycja) je ukrajinská básnířka.
V letech 1999-2005 vystudovala politologii a žurnalistiku na Kyjevsko-mohyljanské akademii. V roce 1999 se stala vítězkou literární soutěže Granoslov a festivalu čtené poezie Mladé víno. V roce 2017 její kniha Země ztracených aneb Malé strašidelné příběhy (Земля Загублених, або Маленькі страшні казки) vyhrála v anketě Kniha roku BBC, která hledá nejlepší ukrajinské texty roku. V roce 2023 obdržela Ševčenkovu cenu.
Její knihy byly přeloženy do angličtiny, němčiny, polštiny, arménštiny, litevštiny, slovinštiny, srbštiny, bulharštiny, italštiny a hebrejštiny. Žije a pracuje v rodné Vinnycji a v bosenském Sarajevu. Zkoumá a překládá moderní literaturu Bosny a Hercegoviny (Miljenko Jergović, Meša Selimović ad.).
Je známa tím, že nenávidí Mezinárodní den žen. Souvisí to s rodinou historií, neboť ona sama se 8. března narodila a její matka vzpomínala, že se k ní v porodnici chovali lékaři a sestry otřesně, mimo jiné proto, že je svými porodními problémy "zdržovala" od oslavy MDŽ. K tématu se několikrát vyjádřila i tak, že nejlepší oslavou MDŽ by bylo, kdyby starší ženy projevovaly více úcty a vyjadřovaly více podpory ženám mladším.

### Poezie
- Посібник зі створення світу (1999)
- Сьогоднішнє завтрашнє (2001)
- Портретування асфальту (2004)
- Діалоги з Одіссєем (2005)

- Сезон штормів (2013)
- Катівня. Виноградник. Дім (2014)
- Бунар (2018)
- Ніхто нас тут не знає, і ми – нікого (2019)
- Орден мовчальниць (2021)